# Ian Halpin
Ian Halpin (né le 20 avril 1993) est un athlète australien, spécialiste du 400 m.
Le 10 mars 2019, il porte à Sydney son record personnel sur 400 m à 46 s 39.
Il remporte deux médailles d’or lors des relais des Championnats d'Océanie d'athlétisme 2019 à Townsville.